# Хвіті (Каспський муніципалітет)
Хвіті (груз. ხვითი) — село в Грузії.
За даними перепису населення 2014 року в селі проживає 218 осіб.